# Бернадетт, Джейми
Джейми Уоркинс Бернадетт (англ. Jamie Bernadette Watkins) (род. 14 сентября 1987, Канкаки, штат Иллинойс, США) — американская актриса. Снималась в ряде фильмов ужасов.

## Биография
Джейми Уоркинс родилась и выросла в Канкаки (штат Иллинойс). В семье она была младшей из девятерых детей — пяти сестёр и четырёх братьев. Отец умер через четыре месяца после её рождения и мать, оставшись почти без средств должна была подымать всех детей.
Джейми мечтала о том, чтобы стать актрисой с пятилетнего возраста. Она смотрела фильмы и разыгрывала сцены, подражая любимым актрисам.
Примерно с десятилетнего возраста она начала играть в постановках Общественного театра, а в старших классах и в школьном театре. Изучала актерское мастерство в студии Margie Haber Studios и в Академии кино и телевидения Van Mar.
После окончания школы Уоткинс оказалась на распутье и перед выбором: остаться ли в любимом родном городе, остепениться и выйти замуж или отправиться в Лос-Анджелес, где ее ждали мечты об актерской карьере. Она рискнула попробовать себя в Голливуде и отправилась туда одна через всю страну с 600 долларами в кармане.
Среди её первых опытов в кино были роли в фильмах 2008 года: «Сын Сэма» и «Пораженный» с Келли Престон и Дженной Эльфман в главных ролях.
В 2009 году у нее была более крупная роль в фильме «Абсолютное зло», где она снималась вместе с Дэвидом Кэррадайном. Начиная с 2010 года её можно встретить в более популярных фильмах, таких как «Мамаша» (2010) и другие.
В 2016 году она снялась в фильмах «Давай будем злыми» и «Выходные для всех девушек». Она также сыграла главную роль в фильме «Я плюю на ваши могилы: Дежавю».

### Фильмография
| 2008 | ф | Сын Сэма                      | Son of Sam                       | Сара   |
| 2008 | ф | Пораженный                    | Afflicted                        | Хизер  |
| 2009 | ф | Абсолютное зло                | Absolute Evil                    | Мегги  |
| 2010 | ф | Мамаша                        | MILF                             | Алекса |
| 2012 | ф | Секс-видео знаменитостей      | Sex video                        |        |
| 2012 | ф | Катушка зла                   | Reel Evil                        | Клер   |
| 2013 | ф | Топорщик                      | Axemel                           | Тэмми  |
| 2014 | ф | Соседи                        | Оригинальное название неизвестно |        |
| 2014 | ф | Резня кроликов                | The Bunnyman Massacre            |        |
| 2015 | ф | Мордекай                      | Mortdecai                        |        |
| 2015 | ф | Джем и голограммы             | Jem and the Holograms            |        |
| 2016 | ф | Горячий бот                   | Hot Bot                          |        |
| 2016 | ф | Синдбад и война с фуриями     | Sinbad and the War of the Furies |        |
| 2016 | ф | Неделя в Лондоне              | Steven Jay Bernheim              |        |
| 2016 | ф | Тьма                          | The Darkness                     |        |
| 2016 | ф | Давай будем злыми             | Let's Be Evil                    |        |
| 2016 | ф | Девчачий уик-энд              | All Girls Weekend                |        |
| 2017 | ф | Интервью                      | Interviews                       |        |
| 2017 | ф | Американский дьявол           | American Satan                   |        |
| 2018 | ф | Убить Джоан                   | Killing Joan                     |        |
| 2018 | ф | Каждую двадцать одну секунду  | Prosecutor Leslie Clarkson       |        |
| 2018 | ф | Неправильный учитель          | Ashley Hayes                     |        |
| 2019 | ф | Я плюю на ваши могилы: Дежавю | I Spit on Your Grave: Deja Vu    | Кристи |
| 2019 | ф | Подкаблучники                 | Mangina                          |        |

## Награды
- Обладательница премии за лучшую женскую роль 2017 года (Independent Cinema Foundation и Festival Academy) (ICFFA)
- Лучшая женская роль в художественном фильме «Шестой друг» на фестивале фильмов ужасов «Freak Show» — 2016
- Лучшая женская роль в художественном фильме «Шестой друг» на фестивале фильмов ужасов RIP — 2016
- Номинация на лучший оригинальный сценарий художественного фильма «Шестой друг» на Мадридском международном кинофестивале 2017 года.
- Лучший полнометражный фильм «Шестой друг» на фестивале фильмов ужасов Freak Show 2016
- Лучший полнометражный фильм ужасов «Шестой друг» на фестивале независимых кинематографистов IFS Film Festival 2017
- Лучший ансамбль для художественного фильма «Smothered by Mothers» на New York Film Awards 2017